# Nye-Inseln
Die Nye-Inseln (englisch Nye Islands) sind eine aus zwei kleinen Inseln bestehende Gruppe vor der Budd-Küste des ostantarktischen Wilkesland. Im Archipel der Windmill-Inseln liegen sie zwischen den Inseln Midgley Island und Pidgeon Island.
Luftaufnahmen beider Inseln entstanden bei der US-amerikanischen Operation Highjump (1946–1947) und Operation Windmill (1947–1948). Sie erschienen jedoch zunächst nicht auf dem Kartenmaterial, das mittels dieser Luftaufnahmen angefertigt wurde. Das Advisory Committee on Antarctic Names benannte sie 1963 nach Harvey M. Nye, Elektrotechniker für die meteorologischen Gerätschaften auf der Wilkes-Station im Jahr 1959.